# Gwynedd
Gwynedd (pronunciado ['ɡwɨ̞nɛð]) es una autoridad unitaria situada al noroeste de Gales en Reino Unido, la cual toma su nombre del antiguo reino de Gwynedd. Aunque es una de las zonas más grandes geográficamente, su población es también de las más escasas. Una gran proporción de la población es de habla galesa. Gwynedd se ha convertido en centro del nacionalismo galés, siendo el Plaid Cymru (Partido de Gales) el grupo dominante en la zona.
Gwynedd es la sede de la Universidad de Bangor, miembro de la Universidad de Gales, e incluye la impresionante Península de Lleyn (en galés: Llŷn) y el Parque Nacional de Snowdonia.
El nombre "Gwynedd" se utiliza también como nombre de un condado preservado, que abarca Anglesey, así como el área principal.

## Historia

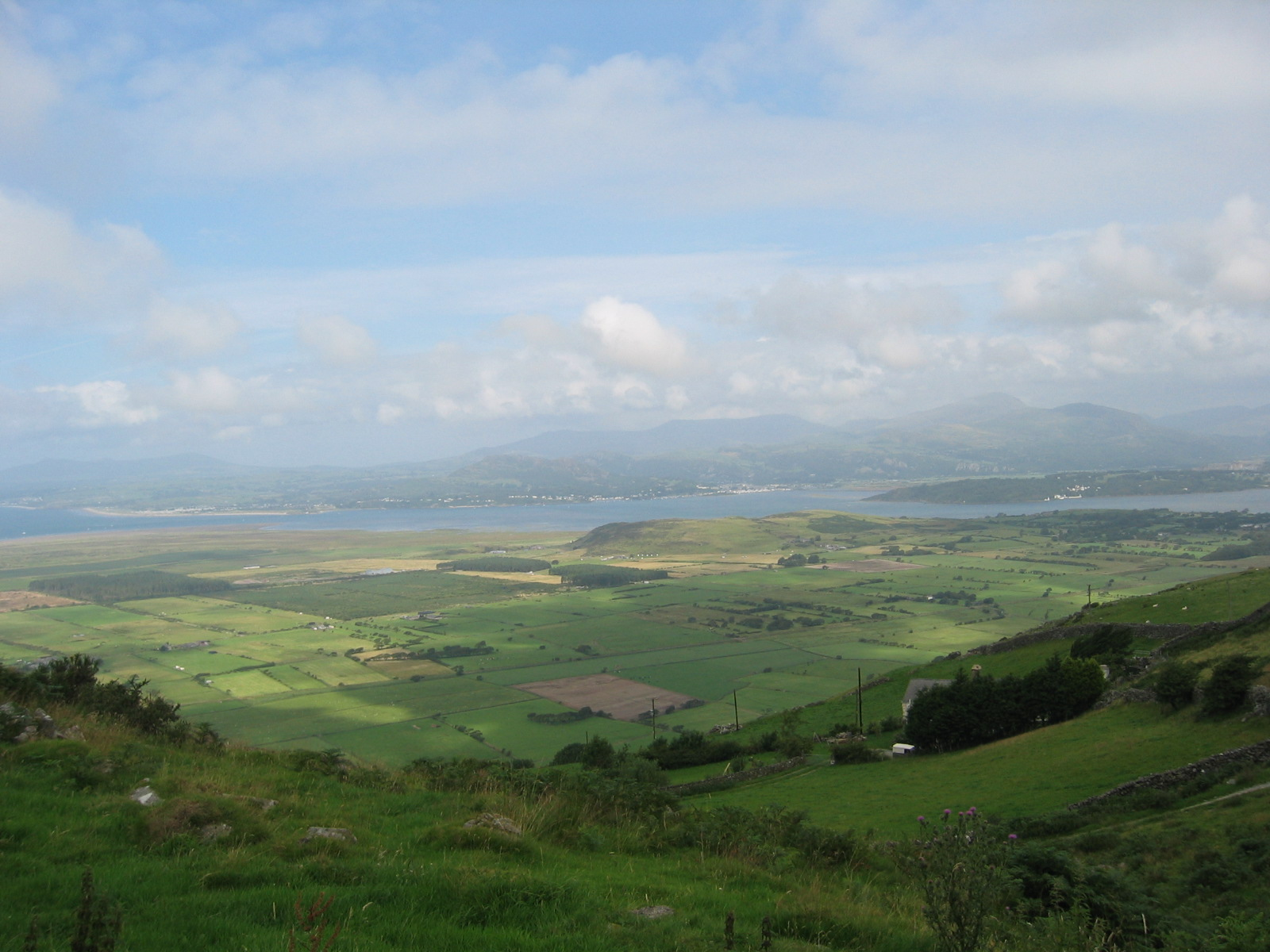
Vista de la bahía Tremadog.

Gwynedd fue un reino independiente desde el fin del periodo romano hasta el siglo XIII, cuando fue conquistado y subyugado por Inglaterra (para más información sobre este periodo véase Reino de Gwynedd). El moderno Gwynedd está basado en el territorio del extinto reino y fue uno de los ocho condados galeses creados originalmente el 1 de abril de 1974 bajo el Decreto del Gobierno Local de 1972. Cubría la totalidad de los antiguos condados administrativos de Anglesey y Caernarvonshire, junto con todo Merionethshire, aparte del Distrito Rural de Edeyrnion (que pasó a formar parte de Clwyd), y también unas pocas parroquias en Denbighshire: Llanrwst, Llansanffraid Glan Conwy, Eglwysbach, Llanddoget, Llanrwst Rural y Tir Ifan.
El condado se dividió en cinco distritos: Aberconwy, Arfon, Dwyfor, Meirionnydd y Anglesey.
El Decreto del Gobierno Local de Gales de 1994 abolió el condado creado en 1974 (y los cinco distritos) el 1 de abril de 1996, y su área fue dividida: Anglesey se convirtió en autoridad unitaria independiente y Aberconwy (que incluía partes del antiguo Denbighshire) pasó al nuevo municipio del condado de Conwy. El resto del condado constituyó un área principal con el nombre de Caernarfonshire y Merionethshire, reflejando que abarcaba la mayor parte de las áreas de dos condados históricos de Gales. Una de las primeras acciones del ayuntamiento se auto-renombró Gwinedd el 2 de abril de 1996. El Gwinedd moderno está gobernado por el Ayuntamiento de Gwinedd. Como autoridad unitaria, la entidad actual ya no tiene ningún distrito, pero Arfon, Dwifor y Meirionnydd permanecen en uso como áreas para el comité de áreas
Los límites anteriores a 1996 se mantuvieron como condados preservados con unas pocas utilidades como sede para los Lords-Lieutenant, representantes personales del monarca en los condados. En 2003 se ajustó el límite con Clwyd con el fin de que coincidiese con el actual gobierno local, de tal forma que el condado preservado actualmente cubre el moderno Gwynedd junto a Anglesey, y el municipio de Conwy se halla completamente dentro de Clwyd.
En 1950 se constituyó el Cuerpo de Policía de Gwynedd (Gwynedd Constabulary en inglés) mediante la unión de las fuerzas de policía de Anglesey, Caernarfonshire y Merionethshire. En los años 60 tuvo lugar una nueva unión de las fuerzas policiales, con la fusión del Cuerpo de Policía de Gwynedd con las de los condados de Flintshire y Denbighshire, conservando el nombre de "Gwynedd". En una propuesta para la reforma del gobierno local de Gales, se había propuesto "Gwynedd" como nombre de una autoridad local que cubriría todo el norte de Gales, pero el plan finalmente aprobado dividió el área entre Gwynedd y Clwyd. Para evitar confusiones, el Cuerpo de Policía de Gwynedd recibió el nombre de Cuerpo de Policía del Norte de Gales.
En 1951 se creó el Parque Nacional de Snowdonia. Después de la reorganización del gobierno local de 1974, el parque quedó en su totalidad dentro de los límites del condado de Gwynedd y pasó a convertirse en un departamento del ayuntamiento del condado. Tras la reorganización del gobierno local de 1996, parte del parque quedó en el municipio de Conwy y su administración quedó separada del ayuntamiento de Gwynedd. Este aporta 9 de los 18 miembros de la Autoridad del Parque (el Ayuntamiento de Conwy aporta 3 y la Asamblea Nacional de Gales los 6 restantes).

## Escuelas
Los principales centros de educación secundaria de Gwynedd, 5 GCSEs, grados A a C, según los últimos informes de inspección proporcionados por Estyn
(Todos los centros son bilingües, salvo cuando se especifica lo contrario)
75% Ysgol Y Gader, Dolgellau
74% Ysgol Tryfan, Bangor
70% Ysgol Uwchradd Tywyn, Tywyn (no bilingüe)
68% Ysgol Botwnnog, Botwnnog
68% Ysgol Brynrefail, Llanrug
67% Ysgol Glan y Môr, Pwllheli
60% Ysgol Eifionydd, Porthmadog
60% Ysgol Friars, Bangor
54% Ysgol Dyffryn Nantlle, Penygroes
54% Ysgol y Berwyn, Bala
53% Ysgol y Moelwyn, Blaenau Ffestiniog
51% Ysgol Syr Hugh Owen, Caernarfon
50% Ysgol Ardudwy, Harlech
46% Ysgol Dyffryn Ogwen, Bethesda

## Idioma
El 76% de la población habla galés.

## Viviendas y censo de 2001

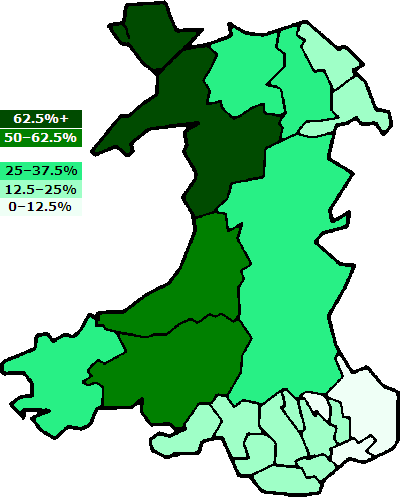
Percentage of Welsh speakers by principal área.

De acuerdo con el censo de 2001, el número de gaelicoparlantes en Gales se incrementó por primera vez en 100 años, con un 20.5% (uno de cada cinco) en una población con alrededor de 2.9 millones con gaélico galés fluido. Adicionalmente, el 28% de la población de Gales afirmó entender el idioma galés. Sin embargo, el número de galesparlantes se redujo en Gwynedd del 72.1% en 1991 al 68.7% en 2001.
El declive de galesparlantes en Gwynedd podría ser atribuido a la llegada al norte de Gales de residentes que no lo hablan, aumentando el valor sobre la propiedad por encima de lo que los gaélicoparlantes locales pueden permitirse, de acuerdo con el exconcejal del condado de Gwynedd Seimon Glyn de Plaid Cymru, cuyos polémicos comentarios en 2001 centraban la atención sobre el tema. Glyn comentaba en un informe el problema de los precios cada vez mayores de las casas, por encima de lo que los habitantes locales podían pagar, con el informe alertando de que «...las tradicionales comunidades galesas podrían extinguirse...» como consecuencia.
Gran parte del mercado de las propiedades rurales de Gales fue dirigido por compradores que buscaban segundas viviendas para usarlas como residencia de vacaciones o para la jubilación. Muchos compradores elegían Gales desde Inglaterra por los relativamente precios baratos de las casas en Gales, en comparación con Inglaterra. El alza de los precios de la vivienda superó en creces los ingresos medios en Gales y significó que muchos habitantes locales no podrían permitirse comprar su primera vivienda.
En 2001 casi una tercera parte de todas las propiedades en Gwynedd fueron adquiridas por compradores de fuera del condado, y con algunas comunidades informando de hasta una tercera parte de casas locales usadas como residencias de verano. Los veraneantes pasan menos de seis meses del año en la comunidad local.
El tema de los habitantes locales quedando fuera del mercado inmobiliario es común para muchas comunidades rurales por toda Gran Bretaña, pero en Gales el hecho añadido del lenguaje complicó mucho más el asunto, pues muchos de los nuevos residentes no aprendieron la lengua galesa. En 1996 hubo grandes protestas, apoyadas por Cymdeithas yr Iaith Gymraeg, contra la construcción de 800 viviendas en Morfa Bychan, cerca de Porthmadog.
Preocupado por las presiones sobre la lengua galesa, Glyn dijo que «una vez que tienes más del 50% de cualquier grupo de personas viviendo en una comunidad que habla un idioma extranjero, entonces pierdes tu lengua indígena casi inmediatamente».
Plaid Cymru había apoyado largo tiempo controles sobre segundas viviendas y un destacamento especial en 2001 encabezado por Dafydd Wigley recomendó que la tierra debería ser destinada para vivienda accesible a los pobladores locales y exigió garantías para que estos pudieran hacerlo, y recomendó que el impuesto del ayuntamiento sobre segundas viviendas doblara, siguiendo medidas similares en las Highlands de Escocia.
Sin embargo, la coalición de la asamblea laboro-liberal demócrata galesa desestimó estas propuestas, con el portavoz de vivienda de la asamblea Peter Black declarando que «[no] podemos enmarcar nuestra planificación legal alrededor de la lengua galesa», añadiendo que «tampoco podemos tomar medidas punitivas contra los propietarios de segundas viviendas en la manera que proponen, pues esto tendría impacto en el valor de las casas de la gente local».
En otoño de 2001 la autoridad del Parque Nacional Exmoor National Park en Inglaterra comenzó a considerar límites a las propiedades de segundas viviendas allí, lo que también condujo al aumento del precio de las viviendas de hasta un 31%. Elfyn Llwyd, el líder del grupo parlamentario Plaid Cymru, dijo que las cuestiones en Exmoor National Park eran las mismas que en Gales, sin embargo en Gales se encuentra la dimensión añadida de la lengua y la cultura.
Reflexionando sobre la controversia que los comentarios de Glyn habían causado anteriormente ese año, Llwyd comentó: «Lo que es interesante es que por supuesto está bien para Exmoor como defensa de su comunidad pero en Gales cuando intentas decir estas cosas se llama racista...».
Llwyd hizo un llamamiento a otros partidos para unirse en un debate para traer la experiencia de Exmoor a Gales diciendo: «[...] realmente les pido y les agradezco que se reúnan alrededor de la mesa y hablen sobre la sugerencia 'Exmoor' y vean si ahora pueden traerla a Gales».
En primavera de 2002 ambas las autoridades del Parque Nacional Snowdonia (Snowdonia National Park en inglés, Parc Cenedlaethol Eryri en galés) y del Parque Nacional de la Costa de Pembrokeshire (Pembrokeshire Coast National Park en inglés, Parc Cenedlaethol Arfordir Penfro en galés) comenzaron a limitar las propiedades de segundas viviendas dentro de los parques, siguiendo el ejemplo establecido por Exmoor. De acuerdo a los planificadores los solicitantes en Snowdonia y Pembroke de nuevos hogares deben demostrar una necesidad local probada o el solicitante tiene fuertes vínculos con la zona.
En 2003, sin embargo, una encuesta escolar mostró que sobre un 94% de los niños entre 3 y 15 años podían hablar galés, haciendo de Lleyn uno de los lugares más destacados por la lengua, aunque como con el resto del noroeste galés ha habido preocupaciones sobre la influencia dañina que el inglés ejerce sobre el galés.

## Localidades con población (año 2016)
- Aberdovey (Aberdyfi) 571
- Abersoch 708
- Bala 2,046
- Bangor 18,439
- Barmouth 2,279
- Bethel 1,221
- Bethesda 3,894
- Blaenau Ffestiniog,823
- Bontnewydd 940
- Bryncrug 697
- Caernarfon (Caernarfon) 9,763
- Chwilog 693
- Criccieth 1,773
- Deiniolen 1,540
- Dolgellau 2,679
- Fairbourne 714
- Groeslon 920
- Harlech 1,627
- Llanbedrog 580
- Llanberis 1,904
- Llan Ffestiniog 875
- Llanrug 1,986
- Llwyngwril 542
- Morfa Bychan 554
- Morfa Nefyn 932
- Mynytho 603
- Nefyn 1,415
- Penrhyndeudraeth 1,604
- Penygroes 1,883
- Porthmadog 2,910
- Pwllheli 4,152
- Rachub 953
- Rhostryfan 671
- Tal-y-bont 1,521
- Talysarn 1,110
- Trawsfynydd 625
- Trefor 840
- Tregarth 1,277
- Tywyn 3,049
- Waunfawr 1,261
- Y Felinheli 2,393[3]

## Personajes célebres de Gwynedd
- Bertrand Russell, filósofo y escritor.
- Owain fon Williams futbolista, actualmetne juega en Crewe Alexandra.
- Duffy, cantautora de soul.
- Bryn Terfel, cantante de ópera.
- Hedd Wyn, cuyo nombre real era Ellis Humphrey Evans, el famoso poeta procedía del pueblo de Trawsfynydd.